# Amos Guttman
Amos Guttman (în ebraică:עמוס גוטמן; n. 10 mai 1954, Sita Buzăului, România – d. 16 februarie 1993, Tel Aviv, Israel) a fost un regizor de film israelian, născut în România.

## Biografie
Amos Guttman s-a născut în 1954 la Sita Buzăului în județul Covasna într-o familie evreiască care a emigrat în Israel în 1961 când avea vârsta de 7 ani. S-a stabilit la Ramat Gan unde părinții săi au avut un magazin de încălțăminte, numit „Bambino”. Guttman a studiat la Școala superioară de cinematografie Beit Zvi la Ramat Gan și a făcut serviciul militar.
În anii 1977-1982 a regizat trei filme de scurt metraj: „Makom batuakh” (Loc sigur), „Premièrot hozrot” (Premiere repetate) și „Nagúa” (Atins). Ulterior a mai regizat patru filme de lung metraj: „Nagúa”, „Bar 51” (1985), „Himmo, regele Ierusalimului” - după un roman de Yoram Kaniuk și „Hèsed Muflá” (Amazing Grace (film din 1992)). 
Guttman a fost homosexual și majoritatea filmelor sale (excepția fiind „Himmo, regele Ierusalimului” care se referă la Războiul de Independență al Israelului) sunt centrate pe experiența homosexuală și SIDA, boală pe care a contractat-o și regizorul. În filmele lui Amos Guttman s-au remarcat, pentru prima dată în cinematografie, actori ca Yonatan Segal (în filmul „Atins”), Alon Abutbul (în „Bar 51”), Sharon Alexander și Aki Avni (în filmul „Grație uimitoare”). Au mai colaborat cu Guttman producătorul Enrique Rotenberg (care l-a cunoscut, fiind client la magazinul părinților săi), scenarista și dramaturga Edna Mazia și actrița Rivka Mikhaeli (aceasta din urmă, în „Grație uimitoare”).
Guttman a fost membru în grupul „Kaitz” (Kolnoa Israelí Tzaír - Cinematografia israeliană tânără), care a chemat la promovarea unor filme de calitate în raport cu cinematografia cu caracter comercial. În scurta lui creație Guttman a creat un limbaj cinematografic bogat și stilat, și a devenit o voce unică în peisajul cinematografului din Israel. Filmele sale s-au distins prin tematica originală și prin atenția mare dată elementelor vizuale și grafice (machiaj, mișcări ale camerei etc.).
Regizorul a murit la Tel Aviv în anul 1993 de SIDA, ca și eroul ultimului său film, „Amazing Grace”, și a fost înmormântat la cimitirul Kiryat Shaul din Tel Aviv.

## Filmografie

### Filme artistice de lung metraj
- 1983 - Nagua  (Atins, în engleză - Drifting
- 1985 - Bar 51
- 1986 - Himmo Melekh Yerushalaim (Himmo, regele Ierusalimului)
- 1992 - Hessed Mufla (Har uimitor, Amazing Grace)

### Filme scurte
- 1977 - Makom batuakh  (Loc sigur) - cu Doron Nesher
- 1976 - Premierot hozrot  (Premiere repetate)
- '1975 -  Nagua (scurt)

## Premii și onoruri
- Premiul pentru filmul cel mai bun la Festivalul de filme homo-lesbiene de la Torino
- 1992 - Premiul Volgin pentru cel mai bun film israelian la Festivalul de filme de la Ierusalim  - pentru „Grație uimitoare”

### Nominalizări
- nominalizare pentru filmul cel mai bun la Festivalul de filme de la Chicago - pentru „Himmo, regele Ierusalimului”